# Ponte Dona Ana
A Ponte Dona Ana é uma ponte ferroviária sobre o rio Zambeze, servindo de passagem para o Caminho de Ferro de Sena.
Perpassa o rio Zambeze entre as vilas de Sena (distrito de Caia na província de Sofala),  e Nhamayabué (sede do distrito de Mutarara na província de Tete), em Moçambique, ligando efetivamente as duas metades do país. Com uma extensão de 3750 metros, trata-se da maior ponte ferroviária da África Austral.
A construção da ponte foi efetuada pela britânica Cleveland Bridge & Engineering Company sob encomenda da Central African Railway e da Trans-Zambezia Railway, durante o período da  Administração Colonial. Contudo, foi danificada por soldados da RENAMO durante a Guerra Civil Moçambicana 
(1977-1992), tendo sido reparada e adaptada ao tráfico rodoviário com a ajuda financeira dos Estados Unidos da América em 1995. Em Maio de 2009 a ponte reabriu ao tráfego ferroviário, terminando então o tráfego rodoviário..